# هارالد جانزينجر
هارالد جانزينجر (بالإنجليزية: Harald Ganzinger)‏ (من مواليد 31 أكتوبر 1950، توفي في يونيو 2004، ساربروكن) كان عالمًا ألمانيًا في مجال الكمبيوتر، وقام بالتعاون مع ليو باشماير بتطوير حساب التراكب، والذي تم استخدامه (في عام 2007) في معظم الأنظمة الأوتوماتيكية الحديثة.
حصل على الدكتوراه من جامعة ميونخ التقنية عام 1978. قبل عام 1991 كان أستاذًا لعلوم الكمبيوتر في جامعة دورتموند للتكنولوجيا. ثم التحق بمعهد ماكس بلانك لعلوم الكمبيوتر في ساربروكن بعد فترة وجيزة من تأسيسه في عام 1991. حتى عام 2004 كان مدير قسم البرمجة المنطقية لمعهد ماكس بلانك لعلوم الكمبيوتر والأستاذ الفخري في جامعة سارلاند. أنشأت مجموعته البحثية نظرية مبرمج نظام SPASS الآلي.
حصل على جائزة هيربراند في عام 2004 (بعد وفاته) لمساهماته الهامة في إثبات النظرية الآلية - انظر (قائمة الجوائز والميداليات).

## وصلات خارجية
- Personal Homepage of Harald Ganzinger — Version of Dec.7th, 2013 saved at أرشيف الإنترنت